# クリフォード・ハズバンズ
サー・クリフォード・ストローン・ハズバンズ（英語: Sir Clifford Straughn Husbands、1926年8月5日 - 2017年10月11日）は、バルバドスの政治家。1996年から2011年までは同国の総督を務めた。

## 人物
1926年8月5日 、バルバドスのセントアンドリューに生まれる。
ニータ・バーロウの死去に伴い、1996年に総督に就任。聖マイケル・聖ジョージ勲章 (GCMG) 、バルバドス勲章 (KA) 、勅選弁護士 (QC) に叙され、2011年に引退した。
2017年10月11日に自宅で死去。